# Patrice Kervarrec
Patrice Kervarrec, né le 17 mars 1948 à Hennebont (Morbihan) et mort le 16 mai 2024 à Périgueux,, est un footballeur français.

## Biographie

### Joueur
Sa mère, Gilberte est originaire du village de Kermisère, à Pont-Scorff, et son père, Gaston Kervarrec, est originaire d'Inzinzac-Lochrist et travaille dans les forges d'Hennebont. Plus tard, ils s'installent au village du Talhouet, à Hennebont. Gaston a commencé sa carrière de footballeur amateur à l'US Montagnarde, puis l'a poursuivi à la Garde du Vœu de Hennebont pendant peu de temps avant de revenir à La Montagnarde où il se casse une jambe et cesse donc toute activité sportive.  
Né le 17 mars 1948, le jeune Gilbert suit les traces de son père en prenant sa licence à l'US Montagnarde, le club du nom d'un des quartiers d'Inzinzac-Lochrist. Pourtant, un premier médecin n'avait pas voulu signer sa licence, craignant pour sa vie, avant qu'un second ne l'autorise à pratiquer le football. Il occupe alors la position d'attaquant sur le terrain. 
Âgé de 18 ans, il est repéré par les recruteurs du FC Nantes qui lui enjoignent de rejoindre le club entraîné par José Arribas. Il accepte de rejoindre la capitale des Ducs de Bretagne contre la volonté de sa mère, qui le trouvait trop jeune pour partir. Là, attend une année avant de rejoindre le groupe professionnel et jouer ses premiers matchs de D1. Il est même sélectionné en équipe de France espoirs. Mais de janvier à novembre 1968, il doit partir faire son service militaire au sein du RC Joinville qui évolue en D2. De retour à Nantes, il ne parvient pas à s'imposer parmi les titulaires, barré par des joueurs de renom comme l'Argentin Ángel Marcos. Il terminera tout de même second meilleur buteur du club lors de la saison 1970-1971 avec 11 buts, derrière Bernard Blanchet (15 buts).  
Patrice Kervarrec est transféré à l'été 1972 à l'AC Ajaccio. Il ne marque que 3 buts malgré 30 matchs disputés. Son équipe, 18e attaque et pire défense de D1 est logiquement reléguée à la fin de la saison. Le Breton quitte la Corse sur un cuisant échec un an après son arrivée. 
Il rejoint les rangs de l'AS Angoulême, également en D2, avec qui il finit deux saisons de suite dans le ventre mou du classement. 
Il revient en Bretagne, du côté de Brest, lors de la saison 1975. Mais l'aventure tourne court dès la première saison qui voit le Stade brestois finir dernier non-relégable de la poule. 
Patrice Kervarrec cherche donc à rebondir au niveau inférieur, à l'US Orléans, où il restera de 1976 à 1981. Il contribuera à la montée du club en D2 lors de la saison 1977-1978 avant de raccrocher les crampons à l'été 1981.

### Entraîneur
Patrice Kervarrec est alors sollicité en tant qu'entraîneur pour prendre les rênes de l'US Saint-Flour, dans le Cantal, entre 1981 et 1984. Il rejoint ensuite l'Étoile de Sablé-sur-Sarthe en DH du Maine (D5) pour la saison 1984-1985. On le retrouve ensuite à au FC Bergerac de 1985 à 1988, qu'il fait descendre en DHR (D6) sans réussir à retrouver la DH Aquitaine. Puis il s'installe à nouveau dans le Massif central, plus précisément dans le département du Puy-de-Dôme, où il entraîne successivement l'US Saint-Georges-les-Ancizes (1988-1993, DH Auvergne), l'US Les Martres-de-Veyres (1993-1994) et le SC Nebouzat (1994-1996). Il retourne ensuite auprès de son club formateur, l'US Montagnarde, qu'il dirigera de 1999 à 2004, puis de 2005 à 2006 après un court intermède à la Garde du Vœu de Hennebont.